# Keizerstraat (Utrecht)
De Keizerstraat is een straat in het centrum van de Nederlandse stad Utrecht. De Keizerstraat loopt van de Wittevrouwenstraat tot de Nobelstraat. De straat heeft een aantal monumentale panden en is ongeveer 200 meter lang. De Keizerstraat heeft twee zijstraten, de Korte Jufferstraat en de Korte Rietsteeg.

## Geschiedenis
De naam verwijst naar keizer Karel V die in 1546 de hier aanwezige Vuile Sloot of Vuilsloot liet overkluizen.
Op de hoek  Keizerstraat en de Wittevrouwenstraat 7-11 bevindt zich het voormalig paleis van Lodewijk Napoleon de broer van keizer Napoleon Bonaparte. Thans dient dit gebouw als Universiteitsbibliotheek Utrecht en is de bibliotheek voor de wetenschappelijke informatievoorziening. Aan de andere kant van de Keizerstraat hoek Nobelstraat bevindt zich de Incassobank. Dit rijksmonument is een voormalige bank, ontworpen rond 1920. Dit gebouw is in de stijl van de Amsterdamse School gebouwd. Op de hoek van het gebouw bevindt zich een sculptuur in baksteen vervaardigd door beeldhouwer Hildo Krop. Op nummer 16 was van 1897 tot 1961 de bronsgieterij van de gebroeders Brom gevestigd. De oude schoorsteen hiervan staat er nog steeds, maar is niet meer in gebruik.
Door de jaren heen heeft de Keizerstraat veel veranderingen doorgemaakt. In de tachtiger jaren is een groot gedeelte van de straat gesloopt. Hier is een nieuwbouwcomplex voor in de plaats gekomen.

## Trivia
- In 1340 werd de Weststraat aangelegd, de voormalige Vuile Sloot wat later de Keizerstraat werd.[5]
- Het noordelijk deel van de Keizerstraat heette tot 1950 Lange Rietsteeg,[6] er bevond zich toen ook een pleintje.[7]
- Het zuidelijk deel van de Keizerstraat, bij de Nobelstraat (tot 1881 Zonstraat), werd de Vuile Sloot genoemd tot 1861.[8]
- Tot 1982 zat aan de Keizerstraat 42-44 het kantoor van de redactie van het voormalige Utrechts Nieuwsblad[9] en op nummer 45 de drukkerij, de ingang bevond zich aan  de "Korte Jufferstraat".[10]

## Rijksmonumenten aan de Keizerstraat

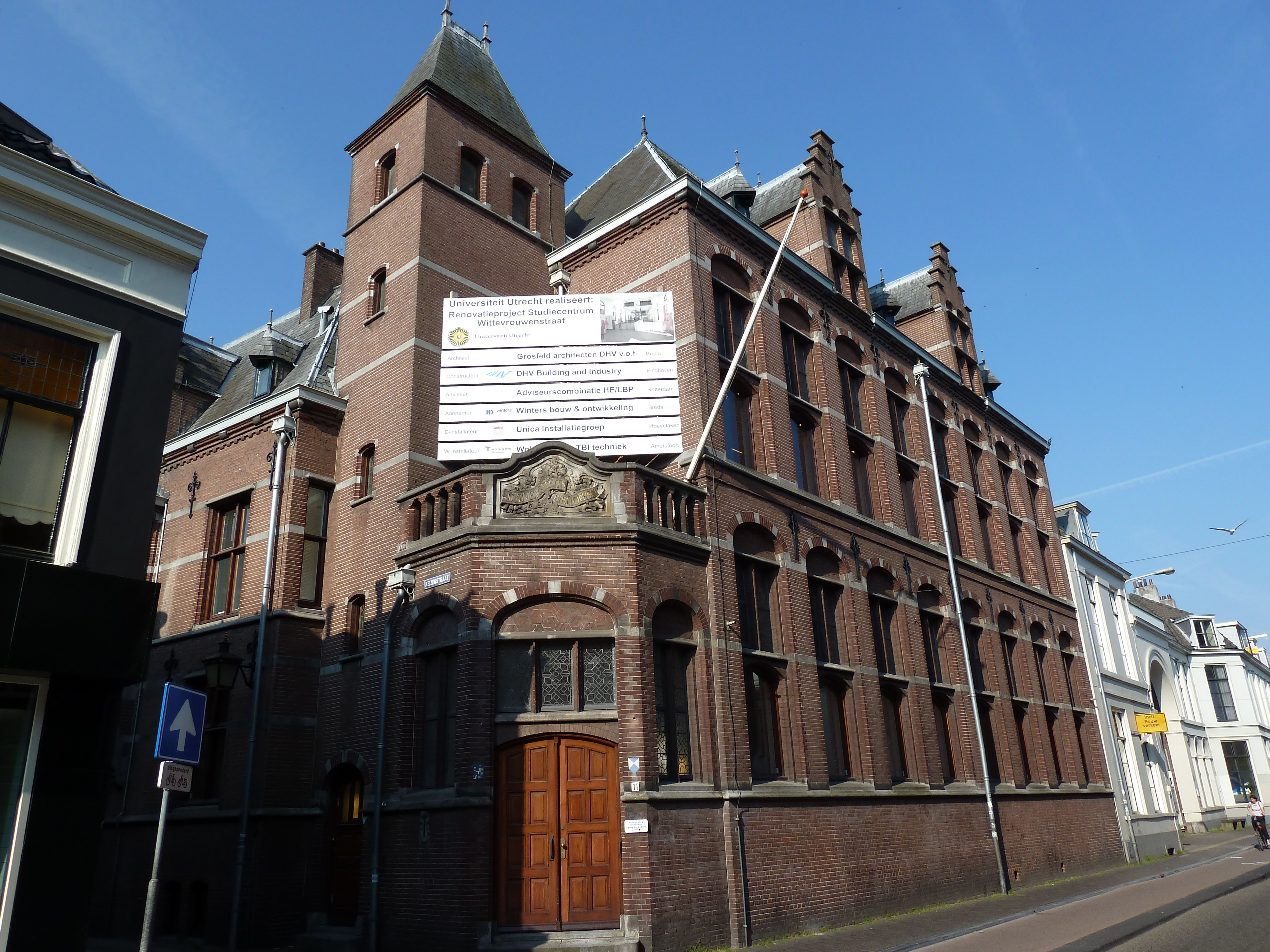
Voormalig paleis van Lodewijk Napoleon, later Universiteitsbibliotheek, met gevelsteen van de bibliotheek boven de oude ingang. Sinds 2012 Bibliotheek Binnenstad. Hoek Keizerstraat en Wittevrouwenstraat
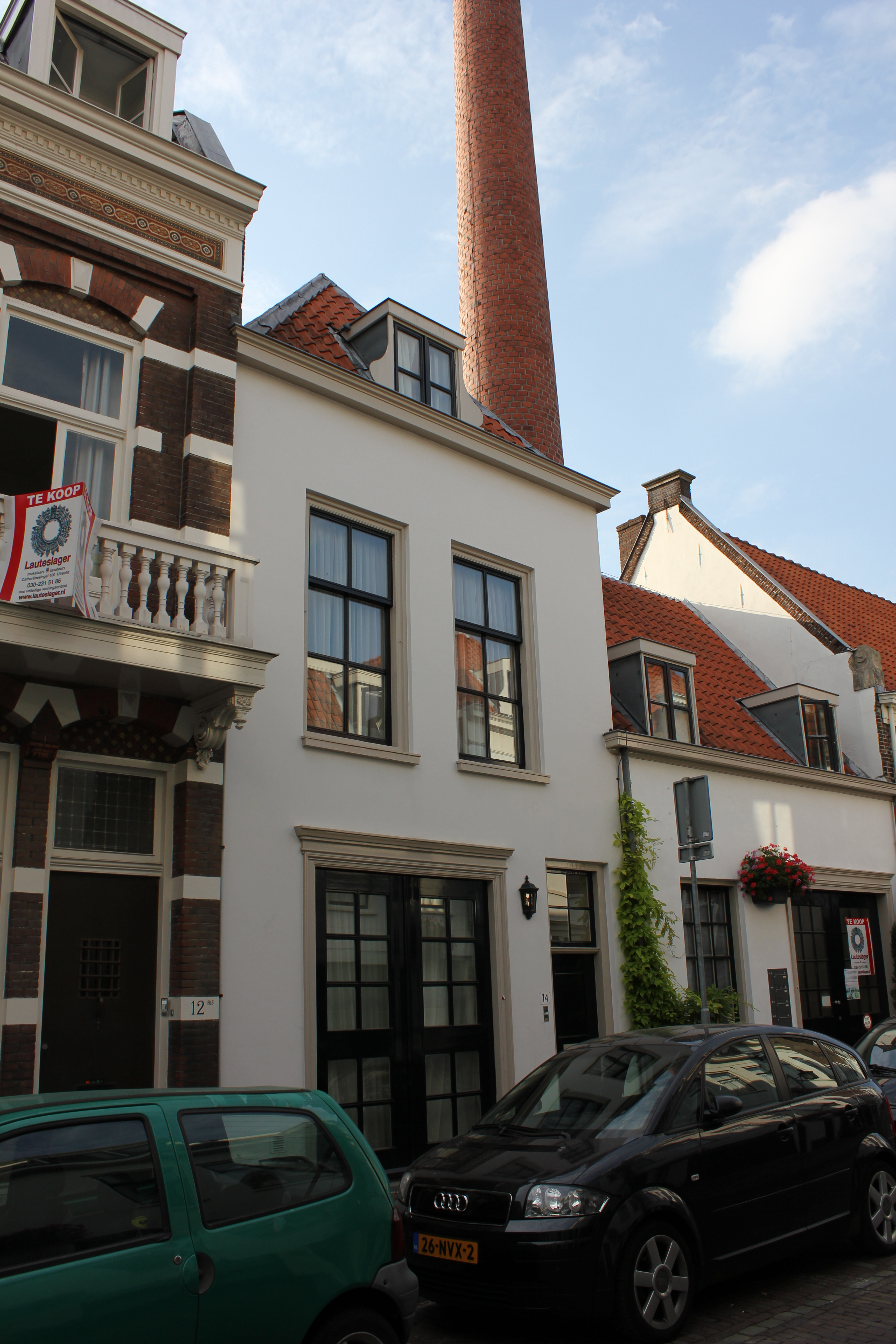
Keizerstraat 14, met op de achtergrond een deel van de schoorsteen van Edelsmidse Brom
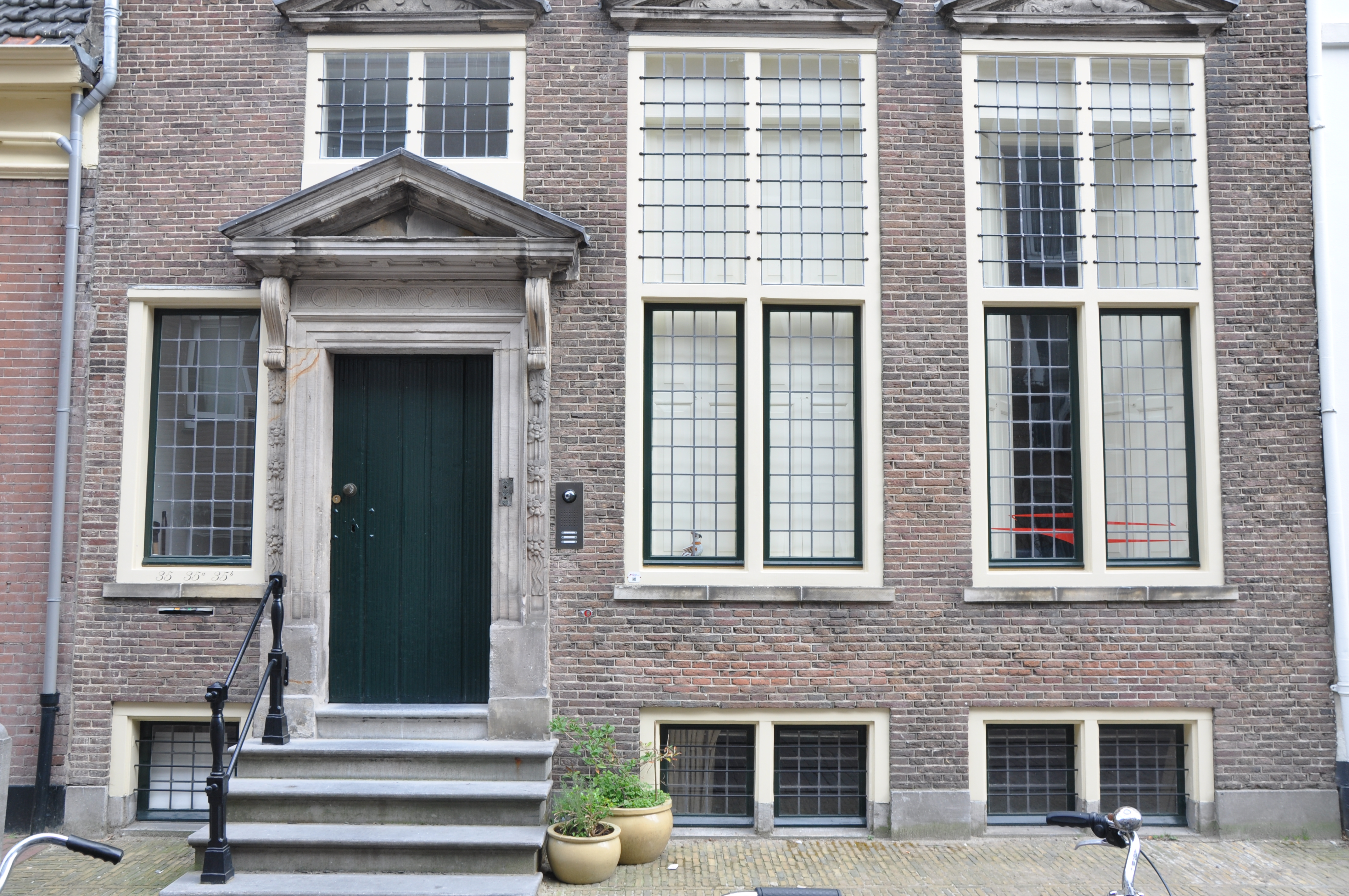
Keizerstraat 35
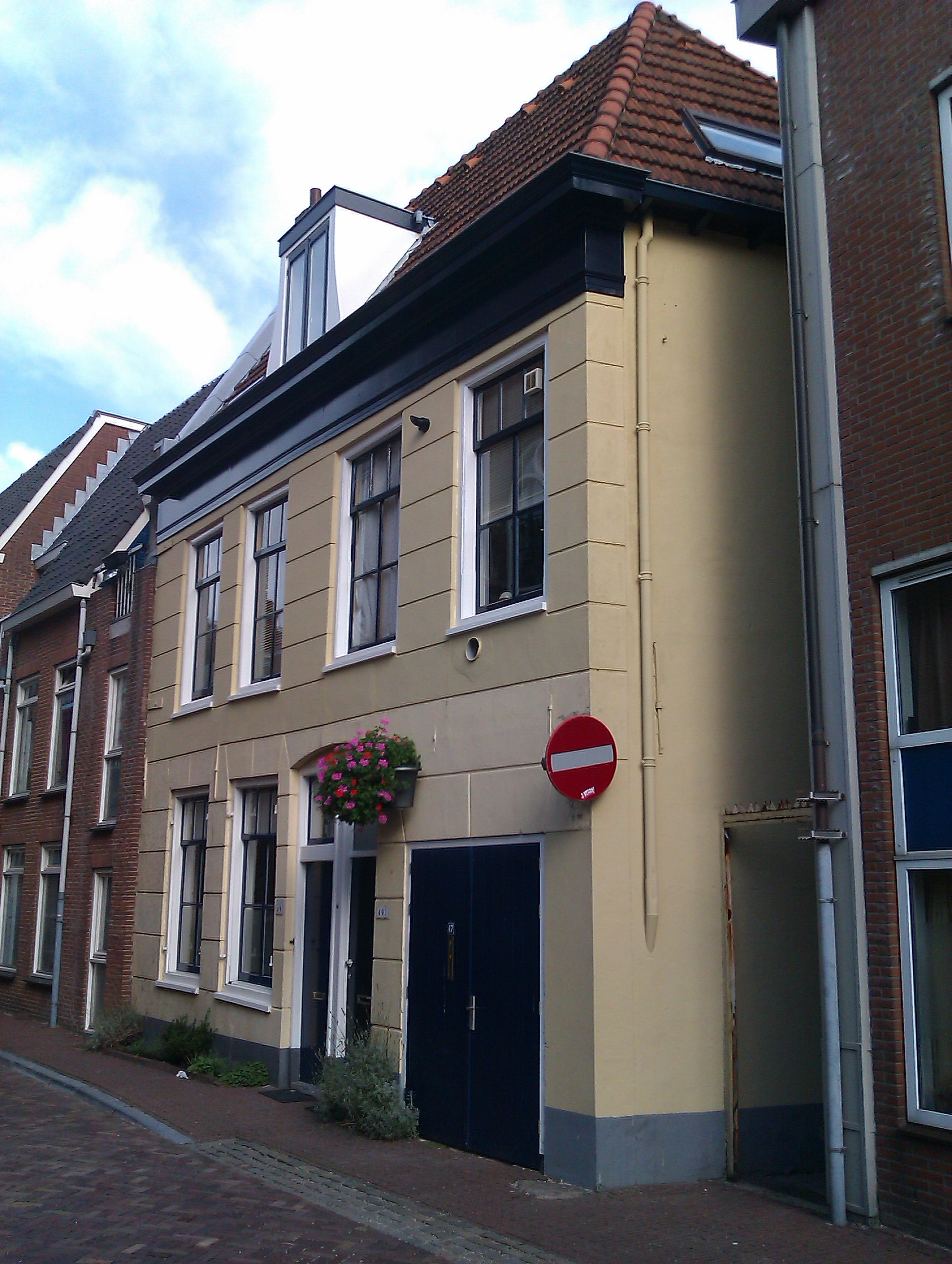
Keizerstraat 47

3e Buurkerksteeg ·
A.B.C.-straat ·
Abraham Dolesteeg ·
Achter de Dom ·
Achter St.-Pieter ·
Agnietenstraat ·
Ambachtstraat ·
Annastraat ·
Bakkerstraat ·
Breedstraat ·
Boothstraat ·
Boterstraat ·
Brigittenstraat ·
Bijlhouwerstraat ·
Catharijnekade ·
Catharijnesingel ·
Choorstraat ·
Croeselaan ·
Domplein ·
Domstraat ·
Donkere Gaard ·
Donkerstraat ·
Dorstige Hartsteeg ·
Drakenburgstraat ·
Drieharingstraat ·
Drift ·
Eligenstraat ·
Ganzenmarkt ·
Geertekerkhof ·
Hamburgerstraat ·
Hamsteeg ·
Hanengeschrei ·
Hardebollenstraat ·
Haverstraat ·
Hekelsteeg ·
Herenstraat ·
Hoogt ·
Jaarbeursplein ·
Jacobsgasthuissteeg ·
Jacobijnenstraat ·
Jansdam ·
Janskerkhof ·
Jansveld ·
Jodenrijtje ·
Keistraat ·
Keizerstraat ·
Kintgenshaven ·
Kleine Slachtstraat ·
Korte Jansstraat ·
Korte Lauwerstraat ·
Korte Minrebroederstraat ·
Korte Nieuwstraat ·
Korte Smeestraat ·
Kromme Nieuwegracht ·
Lange Elisabethstraat ·
Lange Jansstraat ·
Lange Jufferstraat ·
Lange Lauwerstraat ·
Lange Nieuwstraat ·
Lange Smeestraat ·
Lange Viestraat ·
Lauwersteeg ·
Leidseveer ·
Lichte Gaard ·
Loeff Berchmakerstraat ·
Lucasbolwerk ·
Lijnmarkt ·
Mariahoek ·
Mariaplaats ·
Massegast ·
Minrebroederstraat ·
Moreelsepark ·
Muntstraat ·
Neude ·
Nicolaas Beetsstraat ·
Nieuwegracht ·
Nobeldwarsstraat ·
Nobelstraat ·
Oudegracht ·
Oudkerkhof ·
Paardenveld ·
Pieterskerkhof ·
Pieterstraat ·
Plompetorenbrug ·
Plompetorengracht ·
Potterstraat ·
Predikherenkerkhof ·
Predikherenstraat ·
Ridderschapstraat ·
Servetstraat ·
Slachtstraat ·
St.-Jacobsstraat ·
Springweg ·
Stadhuisbrug ·
Steenweg ·
Sterrenburg ·
Strosteeg ·
Telingstraat ·
Tolsteegbarrière ·
Tolsteegbrug ·
Trans ·
Twijnstraat en Twijnstraat aan de Werf ·
Van Asch van Wijckskade ·
Vinkenburgstraat ·
Vismarkt ·
Voetiusstraat ·
Voorstraat ·
Vredenburg ·
Waterstraat ·
Wed ·
Wittevrouwenstraat ·
Wijde Begijnestraat ·
Zadelstraat ·
Zakkendragerssteeg ·
Zuilenstraat ·
Zwaansteeg